# Perenniporia ferruginea
Perenniporia ferruginea är en svampart som beskrevs av Corner 1989. Perenniporia ferruginea ingår i släktet Perenniporia och familjen Polyporaceae.   Inga underarter finns listade i Catalogue of Life.